# 須藤真宏
須藤 真宏（すとう まさひろ、1971年3月21日 - 2009年1月11日）は、山形県出身のプロボウラー。山形ボウリングレーンズ所属。JPBA第34期生、ライセンスNo.818だった。
1995年よりプロ転向し、一時期は登録名を『山形県太』として活動を行っていた。
2009年1月10日夜、ボウリング中に不整脈により倒れ、救急車で運ばれたものの、日付の変わった11日に亡くなった。37歳だった。